# 日照権

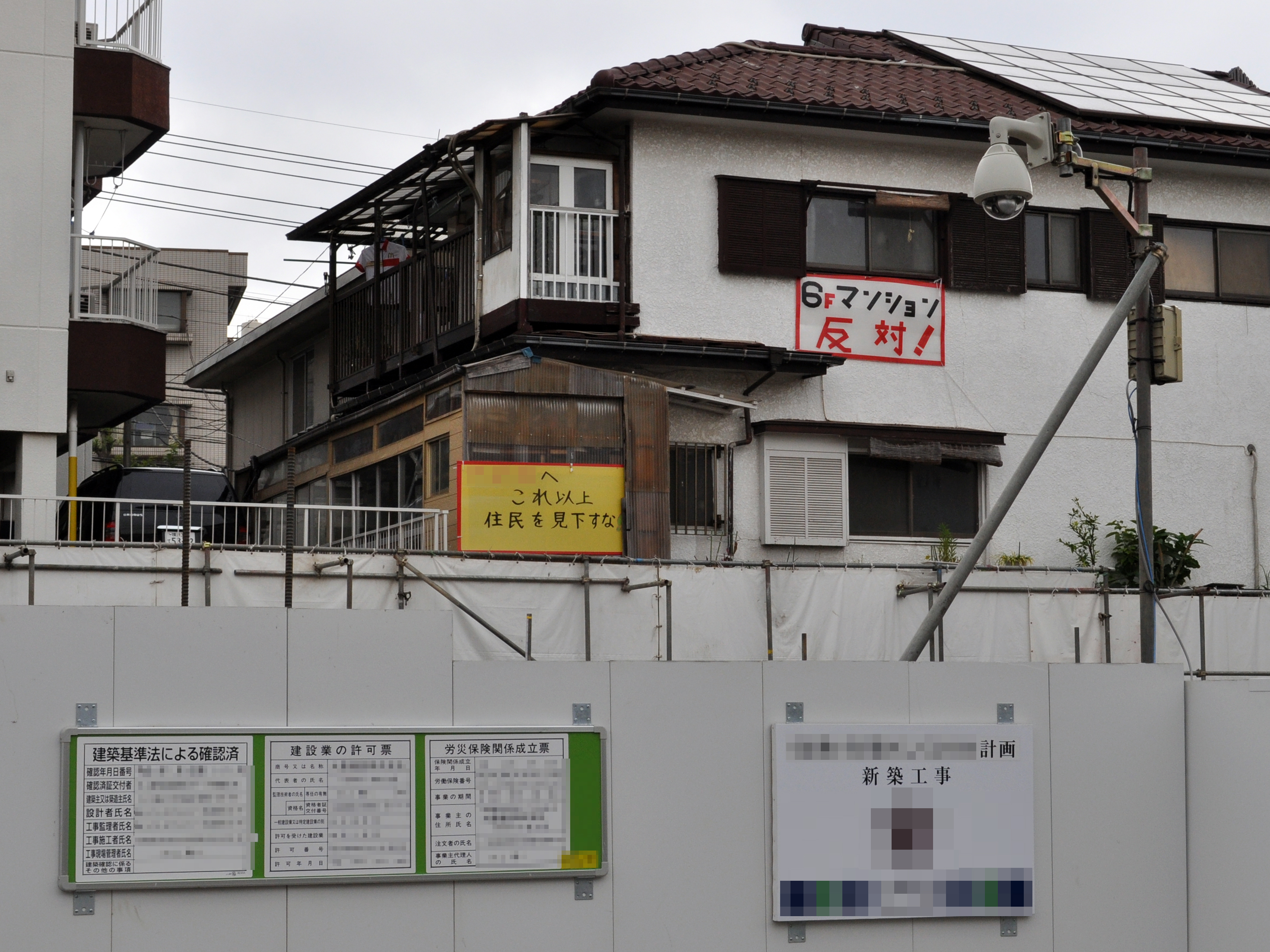
日照を阻害するマンション建設に対する反対運動

日照権（にっしょうけん）とは、建築物の日当たりを確保する権利のこと。近隣に、超高層マンションなど高層建築物が立てられ、日当たりが阻害されることが予想される場合に、仮処分申請や損害賠償訴訟を起こす根拠となる。日本では法政大学法学部教授の五十嵐敬喜が提唱し定着させた。

## 日照権の基準
日影図と市区町村の条例（いわゆる日影規制）を照査し、基準を上回っている場合、下回っていたとしても周囲の環境などから受認限度を超えている場合には、裁判を通じて日照権の確保（高さ制限や建物の形状変更等）、損害賠償が認められる。なお、後者については、受認の範囲が個別の具体的な事案毎に異なっており、建築主側の紛争回避に向けた努力や住民側の歩み寄りの姿勢如何で、判決内容に大差が出る。

## 落語の演目
5代目春風亭柳昇作の新作落語。
高層マンション建設の計画が浮上し町内会が開かれる。町会長が「日照権が侵害されます。」と説明して意見を尋ねるが、「どうせ私は夜勤なので、昼暗いほうがありがたい。」と自分勝手な事を言う者、「太陽が南から照るから日照権が起るのでしょ。どうです。太陽を北から照らせては。」と馬鹿馬鹿しい意見を言う者。「そんなら、こっちもマンション建てりゃあいいんですよ。丁度100万円あるんだから。」と無責任な者ばかりで話がまとまらない。魚屋が地主に抗議に行っても逆に丸め込まれ入居してしまい、弁が立つと見えた者は憲法や民事訴訟法など振りかざすがチンプンカンプンの意見で皆呆れてしまう。
1970 - 80年代に盛んに言われだした環境権をテーマとし、古典落語の『五人廻し』『近日息子』『抜け裏』などの演目の影響が見られる。また現存する録音では、保守系言論活動も行った柳昇らしく、さりげなく労働組合の活動を問題提起する演出など、時代背景も多く盛り込まれている。